# Diploon cuspidatum
Diploon es un género monotípico de plantas con flores  perteneciente a la familia de las sapotáceas. Su única especie: Diploon cuspidatum (Hoehne) Cronquist, Bull. Torrey Bot. Club 73: 466 (1946), es originaria de América tropical.

## Evolución, filogenia y taxonomía
Originalmente fue descrito como Chrysophyllum cuspidatum  por Hoehne en 1933 , fue elevada al estatus genérico por Cronquist en 1946. La anatomía del xilema secundario fundamenta esta transferencia. Una segunda especie, D. venezuelana Aubreville de Venezuela, no estuvo disponible para este estudio. Este documento sobre Diploon es el octavo de una serie que describe la anatomía del xilema secundario de las Sapotaceae neotropicales.

## Usos
Tiene utilidad forestal para la producción de madera, papel y productos relacionados con la silvicultura

## Distribución
Se distribuye por Guyana, Venezuela, Bolivia, Ecuador, Perú y Brasil. 

## Sinonimia
- Chrysophyllum cuspidatum Hoehne, Ostenia: 302 (1933).
- Diploon venezuelana Aubrév., Mem. New York Bot. Gard. 23: 225 (1972).[1]